# Álarcosbál (Vámpírnaplók)
Az Álarcosbál (Masquerade) a Vámpírnaplók című amerikai sorozat második évadjának hetedik része.

## Epizódtartalom
Miután Caroline találkozik Katherine-nel – aki azt üzente a Salvatore testvéreknek, hogy a holdkövet akarja, és hogy az álarcosbálon találkozzanak – Stefan és Damon úgy dönt, hogy a találkozóhelyen végleg elintézik Katherine-t. Bonnie, Caroline, Jeremy és Alaric segítenek nekik, de mivel nem akarják, hogy Elena elmenjen, megkérik Alaric-et, hogy vigyázzon Elena-ra.
Eközben Katherine felhívja az egyik boszorkány barátnőjét, Lucy-t, és megkéri, hogy segítsen neki, mivelhogy ő is segített a lánynak régebben. 

### Az álarcosbálon
Mikor végre eljön az este sor kerül az álarcosbálra. Bonnie és Jeremy egy olyan szobát keres, ahova bezárhatnák Katherine-t, miközben Stefan és Damon Katherine-t keresik. Mikor végre elő tudják csalogatni őt, Katherine megfenyegeti Caroline-t, hogy mit akarnak vele a Salvatore testvérek, valamint hogy hol van a holdkő. Caroline kicsit nehezen, de elmondja Katherine-nek, hogy a fiúk meg akarják ölni őt, és hogy a holdkő Bonnie-nál van. Végül sikeresen becsalogatja Katherine-t abba a szobába, amelyikbe Bonnie egy varázsige által bezárta őt.

## Zenék
- Cruel Black Dove – Love My Way
- Gorillaz – On Melancholy Hill
- Digital Daggers – Head Over Heels
- Morning Parade – Under The Stars
- Joel & Luke – People Change
- Kaskade Feat. Dragonette – Fire In Your New Shoes
- Tawgs Salter – Brave